# Ziua Regelui
Ziua Regelui sau Ziua Regalității a fost Ziua națională a României între 1866-1916 și 1918-1947.  Era sărbătorită la 10 mai.
În 1866, la 10 mai, Principele Carol de Hohenzollern-Sigmaringen ajunge la București și este încoronat ca domnitor al României.
Ziua Regelui sărbătorea și declarația de independență a ambelor camere ale Parlamentului României față de Imperiul Otoman, declarație care a avut loc la 9 mai 1877, marcând astfel și începutul Războiului de Independență al României.
Tot la 10 mai, în 1881, a avut loc ceremonia de încoronare a regelui Carol I al României.
Ziua națională, la 10 Mai, era sărbătorită de toți românii. În 1917 a fost interzisă ca urmare a ocupației germane a României. În 1947 este interzisă definitiv de regimul comunist după abdicarea forțată a regelui Mihai I al României.
Legea nr. 103 din 14 mai 2015 hotărăște (art. 1) că „Ziua de 10 Mai va fi sărbătorită în fiecare an ca sărbătoare națională” prin organizarea de manifestări cultural-artistice. În textul actului normativ nu apare explicit denumirea sărbătorii, dar în media e denumită „Ziua Regalității”.
În 2021 a intrat în vigoare Legea nr. 189/2021, care la art. 1 prevede că: „Ziua de 10 Mai va fi sărbătorită în fiecare an ca Ziua Independenței Naționale a României, zi de sărbătoare națională, lucrătoare”.